# Hydrology
Hydrology — второй студийный альбом проекта Recoil, участника группы Depeche Mode Алана Уайлдера, вышедший 25 января 1988 года.

## Об альбоме
Hydrology стал вторым релизом Recoil, который продюсировал Алан Уайлдер. И в кассетную и CD-версию был включен также и их первый релиз — 1+2. На момент выхода альбома он не пользовался спросом, и Уайлдер ничего не мог с этим сделать, поскольку группа принимала участие в турне Music for the Masses Tour.

## Переиздание
CD Hydrology Plus 1+2 было переиздано в 2007 году снова на лейбле Mute Records. И трек-лист и дизайн остались прежними.

## Список композиций
Слова и музыка всех песен — написаны Аланом Уайлдером.
| №  | Название     | Длительность |
| -- | ------------ | ------------ |
| 1. | «Grain»      | 7:44         |
| 2. | «Stone»      | 14:32        |
| 3. | «The Sermon» | 15:03        |